# District de Hongshan (Wuhan)
Pour les articles homonymes, voir Hongshan.
Le district de Hongshan (洪山区 ; pinyin : Hóngshān Qū) est une subdivision administrative de la province du Hubei en Chine. Il est placé sous la juridiction de la ville sous-provinciale de Wuhan.